# Col du Silberloch
Der Col du Silberloch („Silberloch-Pass“) ist ein 883 m hoher Pass in den südlichen Vogesen. Er liegt etwa 19 Kilometer nordwestlich von Mülhausen im Département Haut-Rhin.

## Geografie
Der Pass verbindet die Gemeinden Wuenheim mit dem Wuenheimerbach und Wattwiller im Tal des Silberlochrunz. Er liegt zwischen dem Vorberg des 1125 Meter hohen Molkenrains und dem Felsenvorsprung des 956 Meter hohen Hartmannswillerkopfs.
Westlich auf einem höheren Punkt des Bergsattels verläuft die Route des Crêtes vom südlich gelegenen Cernay und dem Col de Herrenfluh zum Grand Ballon.
Zwischen der Straße und dem Sattelpunkt befindet sich die Gedenkstätte und der Soldatenfriedhof Nécropole nationale du Silberloch - Hartmannswillerkopf.

## Name
Der Name Silberloch  besteht aus den alemannischen Wörtern Silber und Loch. Er belegt die Vorkommen von Silberbergwerken in den 15. und 16. Jahrhunderten.